# پرچم ویسکانسین
پرچم ویسکانسین در ۱ مه ۱۹۸۱ پذیرفته شد.این پرچم دارای زمینه آبی رنگ می باشد.